# Contea di Camas
La contea di Camas (in inglese Camas County) è una contea dello Stato dell'Idaho, negli Stati Uniti. La popolazione al censimento del 2000 era di 991 abitanti. Il capoluogo di contea è Fairfield.

## Geografia
La contea si trova nel centro-sud dello Stato. La parte settentrionale è prevalentemente montuosa, mentre la zona meridionale include praterie e colline.

### Contee confinanti
- Contea di Blaine - nord/est
- Contea di Lincoln - sud-est
- Contea di Gooding - sud
- Contea di Elmore - ovest

## Storia
La contea fu creata nel 1917 e venne chiamata così in onore di un tipo di pianta camassia utilizzata dai nativi locali (Shoshone, Bannock e Paiute) e che si trova nelle valli della contea.

## Comuni
L'unica city incorporata è Fairfield, il capoluogo.